# Ruslan İdiqov
Ruslan İdiqov (29 marzo 1966) è un ex calciatore azero, di ruolo centrocampista.

## Carriera

### Club
Ha giocato nelle prime due serie del campionato sovietico e quindi nelle prime tre serie del campionato russo.

### Nazionale
Nel 1996 ha giocato 6 partite con la Nazionale azera.